# Hei Shanlu
Hei Shanlu (xinès simplificat: 黑山路, pinyin: Hēi Shānlù, literalment 'El camí de la muntanya negra') és una pel·lícula xinesa del 1994 dirigida per Zhou Xiaowen, que va exercir tant de director com de director de fotografia. Com altres pel·lícules del mateix director, la narració fa referència a la sexualitat i la violència i els personatges principals són homes amb problemes. Ai Liya interpreta la única dona. Zhao Xiaorui és el germà gran, i Xie Yuan és el sisé germà.
A la pel·lícula, una dona el nom de la qual no apareix a la pel·lícula, viu en una posada improvisada i té uns hòmens com a clients. Un grup mata el seu marit i s'apodera d'ella i de la fonda. Dos dels segrestadors es barallen per la dona i la propietat. Un és més fort i brut i l'altre és més amable i vol convèncer la dona perquè siga la seua esposa.
Una entrada a Encyclopedia of Chinese Film va afirmar que Zhou "fa servir un bell treball de càmera i una posada en escena per transmetre la situació carregada d'emocions".